# 伊江島機場
伊江島機場（日语：／ Iejima kūkō */?）是位於沖繩縣國頭郡伊江村（伊江島）。根據日本空港整備法被分成第三種機場。

## 概要
伊江島機場位於伊江島的中心，而島西面有美軍的演習場。空中區域為了美軍空中區域內也被不得已限制使用。

## 歷史
- 1975年7月20日：因為有沖繩國際海洋博覽會關係，所以就建設伊江島機場提供使用。
- 1977年：定期班次航行休止。（現時只有不定期或專機航班）

## 航空公司與航點
目前無定期航班

## 外部連結
- 伊江島機場介紹 （页面存档备份，存于）（日語）